# Julius Axelrod
Julius Axelrod (født 30. maj 1912 i New York City, New York, død 29. december 2004 i Rockville, Maryland) var en amerikansk biokemiker og farmakolog. Han vandt Nobelprisen i fysiologi eller medicin delt med den britiske biofysiker sir Bernard Katz og den svenske fysiolog Ulf von Euler i 1970. Axelrods bidrag var identifikationen af et enzym, der nedbryder kemiske neurotransmittere i nervesystemet, når de ikke længere er nødvendige for at overføre nerveimpulser. 
Axelrod fik sin Bachelor of Science ved College of the City of New York i 1933, derefter sin Master of Science ved New York University i 1941, inden han tog sin Ph.d. ved George Washington University i 1955 som 42-årig. Han arbejdede som kemiker i Laboratoriet for Industriel Hygiejne ved New York Citys Sundhedsafdeling 1935-1946 og derefter i forskningsafdelingen på Goldwater Memorial Hospital i 1946, hvor hans studier af smertestillende medicin hjalp med at identificere acetaminophen som det kemiske stof, der lindrer smerte. Markedsført under handelsnavne som Tylenol og Panadol blev acetaminophen et af de mest anvendte smertestillende midler i verden. 
I 1949 forlod Axelrod hospitalet for at arbejde i sektionen for kemisk farmakologi ved National Heart Institute i Bethesda, Maryland. I 1955 flyttede han til National Institute of Mental Health, hvor han blev chef for farmakologiafdelingen ved Laboratory of Clinical Sciences. Han forblev ved instituttet indtil hans pension i 1984.